# ناو نیکولایف
ناو نیکولایف (به انگلیسی: Russian cruiser Nikolayev) یک کشتی بود که طول آن 173.2 m بود. این کشتی  در سال ۱۹۶۹ ساخته شد.